# Campeonato do Mundo B de Hóquei em Patins de 1998
O Campeonato do Mundo B de Hóquei Patins de 1998 Foi a 8ª edição do Campeonato do Mundo B de Hóquei em Patins, que se realiza a cada dois anos. É uma competição organizada pela FIRS (Federação Internacional de Desportos sobre patins) que apura os 3 primeiros classificados para o Campeonato do Mundo de Hóquei em Patins de 1999.
A competição decorreu em Cidade Macau, Macau entre os dias 6 de Setembro e 12 de Setembro.

## Inscritos
Estão representados os cinco continentes na 8ª edição do Campeonato do Mundo B de Hóquei em Patins.
| Continente | Pais          | Continente | Pais           | Continente | Pais          | Continente | Pais            |
| ---------- | ------------- | ---------- | -------------- | ---------- | ------------- | ---------- | --------------- |
| Europa     | Andorra       | Americano  | Estados Unidos | Asia       | Japão         | Asia       | Coreia do Norte |
| Europa     | Inglaterra    | Americano  | Chile          | Asia       | Macau         | Asia       | China           |
| Europa     | Áustria       | Americano  | Canadá         | Asia       | Taipé Chinesa | Oceania    | Austrália       |
| Africa     | África do Sul | Americano  | México         | Asia       | Índia         | Oceania    | Nova Zelândia   |
| Africa     | Moçambique    | Asia       | Israel         | Asia       | Paquistão     |            |                 |

## Fase de Grupos

### Grupo A
| Time           | J | V | E | D | GP | GC  | SG   | Pts |
| -------------- | - | - | - | - | -- | --- | ---- | --- |
| Estados Unidos | 4 | 4 | 0 | 0 | 22 | 8   | +14  | 12  |
| Moçambique     | 4 | 2 | 1 | 1 | 64 | 10  | +54  | 7   |
| Austrália      | 4 | 2 | 0 | 2 | 55 | 12  | +43  | 6   |
| África do Sul  | 4 | 1 | 1 | 2 | 43 | 10  | +33  | 4   |
| Taipé Chinesa  | 4 | 0 | 0 | 4 | 2  | 146 | −144 | 0   |

|                | USA | MOZ | AUS | AFS | TPE  |
| -------------- | --- | --- | --- | --- | ---- |
| Estados Unidos | –   | 5–2 | 5–3 | 3–1 | 9–2  |
| Moçambique     |     | –   | 6–3 | 2–2 | 54–0 |
| Austrália      |     |     | –   | 5–1 | 44–0 |
| África do Sul  |     |     |     | –   | 39–0 |
| Taipé Chinesa  |     |     |     |     | –    |

### Grupo B
| Time       | J | V | E | D | GP | GC | SG  | Pts |
| ---------- | - | - | - | - | -- | -- | --- | --- |
| Macau      | 3 | 2 | 1 | 0 | 61 | 11 | +50 | 7   |
| Inglaterra | 3 | 2 | 1 | 0 | 56 | 7  | +49 | 7   |
| Índia      | 3 | 1 | 0 | 2 | 24 | 51 | −27 | 3   |
| Israel     | 3 | 0 | 0 | 3 | 18 | 50 | −32 | 0   |

|            | MAC | ING | IND  | ISR  |
| ---------- | --- | --- | ---- | ---- |
| Macau      | –   | 4–4 | 19–4 | 28–1 |
| Inglaterra |     | –   | 28–3 | 15–0 |
| Índia      |     |     | –    | 7–5  |
| Israel     |     |     |      | –    |

### Grupo C
| Time            | J | V | E | D | GP | GC | SG  | Pts |
| --------------- | - | - | - | - | -- | -- | --- | --- |
| Andorra         | 4 | 4 | 0 | 0 | 45 | 11 | +34 | 12  |
| Japão           | 4 | 2 | 0 | 2 | 24 | 18 | +6  | 6   |
| Canadá          | 4 | 2 | 0 | 2 | 20 | 35 | −15 | 6   |
| Nova Zelândia   | 4 | 1 | 0 | 3 | 21 | 24 | −3  | 3   |
| Coreia do Norte | 4 | 1 | 0 | 3 | 16 | 36 | −20 | 3   |

|                 | AND | JPN | CAN  | NZL  | PRK  |
| --------------- | --- | --- | ---- | ---- | ---- |
| Andorra         | –   | 5–2 | 12–0 | 9–5  | 19–4 |
| Japão           |     | –   | 10–4 | 3–6  | 9–3  |
| Canadá          |     |     | –    | 10–8 | 6–5  |
| Nova Zelândia   |     |     |      | –    | 2–4  |
| Coreia do Norte |     |     |      |      | –    |

### Grupo D
| Time      | J | V | E | D | GP | GC | SG  | Pts |
| --------- | - | - | - | - | -- | -- | --- | --- |
| Chile     | 4 | 4 | 0 | 0 | 54 | 4  | +50 | 12  |
| Áustria   | 4 | 3 | 0 | 1 | 40 | 13 | +27 | 9   |
| China     | 4 | 1 | 1 | 2 | 18 | 33 | −15 | 4   |
| México    | 4 | 1 | 0 | 3 | 20 | 29 | −9  | 3   |
| Paquistão | 4 | 0 | 1 | 3 | 16 | 69 | −53 | 1   |

|           | CHI | AUT | CHN  | MEX  | PAK  |
| --------- | --- | --- | ---- | ---- | ---- |
| Chile     | –   | 8–1 | 6–1  | 11–1 | 29–1 |
| Áustria   |     | –   | 13–1 | 6–3  | 20–1 |
| China     |     |     | –    | 7–5  | 9–9  |
| México    |     |     |      | –    | 11–5 |
| Paquistão |     |     |      |      | –    |

## Fase Final

### Apuramento Campeão
|  | Quartas de final | Quartas de final |                |            | Semifinais     | Semifinais     |  |  | Final | Final |
|  |                  |                  |                |            |                |                |  |  |       |       |
|  |                  |                  |                |            |                |                |  |  |       |       |
|  |                  |                  |                |            |                |                |  |  |       |       |
|  | Estados Unidos   | 9                |                |            |                |                |  |  |       |       |
|  | Estados Unidos   | 9                |                |            |                |                |  |  |       |       |
|  | Inglaterra       | 2                |                |            |                |                |  |  |       |       |
|  | Inglaterra       | 2                | Estados Unidos | 9          |                |                |  |  |       |       |
|  |                  |                  | Estados Unidos | 9          |                |                |  |  |       |       |
|  |                  | Andorra          | 2              |            |                |                |  |  |       |       |
|  | Andorra          | Andorra          | 2              | 5          |                |                |  |  |       |       |
|  | Andorra          |                  |                | 5          |                |                |  |  |       |       |
|  | Áustria          | 1                |                |            |                |                |  |  |       |       |
|  | Áustria          | 1                | Estados Unidos | 4          |                |                |  |  |       |       |
|  |                  |                  | Estados Unidos | 4          |                |                |  |  |       |       |
|  |                  | Chile            | 5              |            |                |                |  |  |       |       |
|  | Moçambique       | Chile            | 5              | 8          |                |                |  |  |       |       |
|  | Moçambique       |                  |                | 8          |                |                |  |  |       |       |
|  | Macau            | 2                |                |            |                |                |  |  |       |       |
|  | Macau            | 2                | Moçambique     | 3          | Terceiro lugar | Terceiro lugar |  |  |       |       |
|  |                  |                  | Moçambique     | 3          | Terceiro lugar | Terceiro lugar |  |  |       |       |
|  |                  | Chile            | 4              |            |                |                |  |  |       |       |
|  | Chile            | Chile            | 4              | 9          | Andorra        | 4              |  |  |       |       |
|  | Chile            |                  |                | 9          | Andorra        | 4              |  |  |       |       |
|  | Japão            | 1                |                | Moçambique | 7              |                |  |  |       |       |
|  | Japão            | 1                |                |            | 7              |                |  |  |       |       |
|  |                  |                  |                |            |                |                |  |  |       |       |
|  |                  |                  |                |            |                |                |  |  |       |       |

| CAMPEÃO DO MUNDO DE HÓQUEI EM PATINS B 1998 |
| ------------------------------------------- |
| CHILE PRIMEIRO TITULO                       |

### 5º/8º
|  | Semifinais | Semifinais |   |         | 5º/6º      | 5º/6º |  |
|  |            |            |   |         |            |       |  |
|  |            |            |   |         |            |       |  |
|  | Inglaterra | 8          |   |         |            |       |  |
|  | Áustria    | 7          |   |         |            |       |  |
|  |            |            |   |         |            |       |  |
|  |            |            |   |         |            |       |  |
|  |            |            |   |         | Inglaterra | 4     |  |
|  |            | Macau      | 5 |         |            |       |  |
|  |            |            |   |         |            |       |  |
|  |            |            |   |         |            |       |  |
|  |            |            |   |         | 7º/8º      |       |  |
|  |            |            |   |         |            |       |  |
|  | Macau      | 6          |   | Áustria | 2          |       |  |
|  | Japão      | 3          |   |         | Japão      | 1     |  |

### 9º/12º
| Time      | J | V | E | D | GP | GC | SG  | Pts |
| --------- | - | - | - | - | -- | -- | --- | --- |
| Austrália | 3 | 3 | 0 | 0 | 23 | 2  | +21 | 9   |
| Canadá    | 3 | 2 | 0 | 1 | 24 | 16 | +8  | 6   |
| China     | 3 | 1 | 0 | 2 | 10 | 14 | −4  | 3   |
| Índia     | 3 | 0 | 0 | 3 | 9  | 34 | −25 | 0   |

|           | AUS | CAN | CHN | IND  |
| --------- | --- | --- | --- | ---- |
| Austrália | –   | 4–1 | 5–0 | 14–1 |
| Canadá    |     | –   | 8–5 | 15–7 |
| China     |     |     | –   | 5–1  |
| Índia     |     |     |     | –    |

### 13º/16º
| Time            | J | V | E | D | GP | GC | SG  | Pts |
| --------------- | - | - | - | - | -- | -- | --- | --- |
| Coreia do Norte | 3 | 3 | 0 | 0 | 24 | 8  | +16 | 9   |
| África do Sul   | 3 | 2 | 0 | 1 | 21 | 10 | +11 | 6   |
| México          | 3 | 1 | 0 | 2 | 16 | 17 | −1  | 3   |
| Israel          | 3 | 0 | 0 | 3 | 9  | 35 | −26 | 0   |

|                 | C N | AFS | MEX | ISR  |
| --------------- | --- | --- | --- | ---- |
| Coreia do Norte | –   | 4–3 | 9–3 | 11–2 |
| África do Sul   |     | –   | 4–3 | 14–3 |
| México          |     |     | –   | 10–4 |
| Índia           |     |     |     | –    |

### 17º/19º
| Time          | J | V | E | D | GP | GC | SG  | Pts |
| ------------- | - | - | - | - | -- | -- | --- | --- |
| Nova Zelândia | 2 | 2 | 0 | 0 | 32 | 3  | +29 | 6   |
| Paquistão     | 2 | 1 | 0 | 1 | 15 | 17 | −2  | 3   |
| Taipé Chinesa | 2 | 0 | 0 | 2 | 5  | 32 | −27 | 0   |

|               | NZL | PAK  | TPE  |
| ------------- | --- | ---- | ---- |
| Nova Zelândia | –   | 13–2 | 19–1 |
| Paquistão     |     | –    | 13–4 |
| Taipé Chinesa |     |      | –    |

## Classificação final
| 1. Chile            |
| 2. Estados Unidos   |
| 3. Moçambique       |
| 4. Andorra          |
| 5. Macau            |
| 6. Inglaterra       |
| 7. Áustria          |
| 8. Japão            |
| 9. Austrália        |
| 10. Canadá          |
| 11. China           |
| 12. Índia           |
| 13. Coreia do Norte |
| 14. África do Sul   |
| 15. México          |
| 16. Israel          |
| 17. Nova Zelândia   |
| 18. Paquistão       |
| 19. Taipé Chinesa   |